# Dansk-svensk duet
En Dansk-svensk duet (sv: dansk-svensk duett) er en sang, hvor en dansker og en svensker synger på hvert sit modersmål. Oprindelsen til dette set-up er egentlig Swe-Danes, som var en trio, hvor Alice Babs sang på svensk, mens Svend Asmussen og Ulrik Neumann sang på dansk.
Nikolaj Christensen fra Nikolaj & Piloterne genoptog konceptet, da han sammen med Jill Johnson indspillede "Du Står Stadig Der" (1996), som blev et stort radiohit.
Patrik Isaksson og Christian Brøns fulgte op med "Tilbage hvor vi var" i 2001. Som forsanger i Johnny Deluxe indspillede Noam Halby en duet med svenskeren Anna Nordell, "Drømmer jeg" i 2004.
Den 24. februar 2014 udgav Poul Krebs albummet "Asfalt", hvor han synger duet med Lisa Nilsson på sangen "Vi Tog Heldigvis Fejl". I oktober samme år indspillede Burhan G "Kærlighed & Krig" med den svenske sangerinde Molly Sandén.
Finde tilbage med danske Citybois og svenske SVEA er en andet eksempel på dansk-svensk duet.
Der findes også engelsk-sprogede dansk-svensk duetter, for eksempel "Backwards" med Lars H.U.G og Lisa Ekdahl.